# ان‌جی‌سی ۴۴۰
ان‌جی‌سی ۴۴۰ (انگلیسی: NGC 440) نام یک کهکشان مارپیچی در صورت فلکی توکان است.